# Salem Al Rewani
Salem Ibrahim Al Rewani (Leptis Magna, 28 febbraio 1977) è un ex calciatore libico, di ruolo attaccante.

## Carriera

### Club
Comincia a giocare all'Al-Harati. Nel 2000 si trasferisce all'Al-Madina. Nel 2004 viene acquistato dall'Al-Ittihad Tripoli. Nel 2009 passa all'Al-Nasr Bengasi. Nel 2010 si trasferisce all'Al-Madina con cui, nel 2011, conclude la propria carriera.

### Nazionale
Ha debuttato in Nazionale nel 2004. Ha messo a segno la sua prima rete con la maglia della Nazionale il 25 marzo 2007, in Libia-Namibia (2-1), in cui ha siglato la rete del momentaneo 1-0. Ha partecipato, con la Nazionale, alla Coppa d'Africa 2006. Ha collezionato in totale, con la maglia della Nazionale, 18 presenze e due reti.